# Colchicum ignescens
Colchicum ignescens är en tidlöseväxtart som beskrevs av Karin Persson. Colchicum ignescens ingår i släktet tidlösor, och familjen tidlöseväxter. Inga underarter finns listade i Catalogue of Life.